# El Roble, Mineral de la Reforma
El Roble är en ort i Mexiko.   Den ligger i kommunen Mineral de la Reforma och delstaten Hidalgo, i den sydöstra delen av landet, 80 km nordost om huvudstaden Mexico City. El Roble ligger 2 355 meter över havet och antalet invånare är 1 080.
Terrängen runt El Roble är kuperad norrut, men söderut är den platt. Runt El Roble är det tätbefolkat, med 982 invånare per kvadratkilometer. Närmaste större samhälle är Pachuca de Soto, 7,0 km norr om El Roble. Omgivningarna runt El Roble är i huvudsak ett öppet busklandskap.